# Université Catholique du Congo
Die Université Catholique du Congo, kurz UCC, ist eine katholische Privatuniversität mit Sitz in Kinshasa, Demokratische Republik Kongo.
Gegründet wurde die UCC 1957 von der Bischofskonferenz von Zaire unter dem Namen Katholische Fakultät von Kinshasa (Facultés catholiques de Kinshasa) mit den beiden Fakultäten Theologie und Philosophie. 2009 wurde die Hochschule umbenannt in Université Catholique du Congo.
Mit Stand 2020 gibt es die Fakultäten:
- Theologie
- Kanonisches Recht
- Philosophie
- Wirtschaft und Entwicklung
- Soziale Kommunikation
- Rechtswissenschaften
- Politikwissenschaften
- Computerwissenschaften